# Alona smirnovi
Alona smirnovi é uma espécie de crustáceo da família Chydoridae.
É endémica da República da Macedónia.
Os seus habitats naturais são: sistemas cársticos interiores.